# Dance Naked
Dance Naked è il tredicesimo album discografico in studio del cantante statunitense John Mellencamp, pubblicato nel 1994. 

## Tracce
1. Dance Naked – 3:00
2. Brothers – 3:14
3. When Margaret Comes to Town – 3:20
4. Wild Night – 3:27 (Van Morrison)
5. L.U.V. – 3:01
6. Another Sunny Day 12/25 – 3:08
7. Too Much to Think About – 3:02
8. The Big Jack – 3:23
9. The Breakout – 3:37
10. Wild Night (acoustic) (bonus track nella ristampa del 2005) – 3:19